# Parasesostris granulatus
Genre
Espèce
Parasesostris granulatus, unique représentant du genre Parasesostris, est une espèce d'opilions laniatores de la famille des Assamiidae.

## Distribution
Cette espèce est endémique de Tanzanie. Elle se rencontre dans les monts Usagara.

## Description
L'holotype mesure 5 mm.

## Publication originale
- Roewer, 1915 : « 106 neue Opilioniden. » Archiv für Naturgeschichte, vol. 81, no 3, p. 1–152 (texte intégral).